# Rodney Wallace
Rodney Wallace, né le 17 juin 1988 à San José, est un footballeur international costaricien jouant au poste d'ailier.

## Carrière

### Parcours amateur
La famille de Rodney déménage aux États-Unis alors qu'il n'a que neuf ans. Il grandit à Rockville dans le Maryland et passe ses années de lycée au The Bullis School puis rejoint l'équipe universitaire de l'Université du Maryland des Maryland Terrapins.

### Professionnalisme
Wallace est drafté en sixième position lors du premier tour de la MLS SuperDraft de 2009 par la franchise de D.C. United. Il fait ses débuts en professionnel le 22 mars 2009 lors de la première rencontre de la saison 2009 de Major League Soccer contre les Los Angeles Galaxy. Il inscrit le premier but de sa carrière professionnelle le 26 avril 2009 lors d'une victoire 3-2 contre les New York Red Bulls, rivaux durant l'Atlantic Cup.
Le 24 novembre 2010, D.C. United échange Wallace et un choix de quatrième tour lors de la MLS SuperDraft de 2011 avec les Portland Timbers contre Dax McCarty et une allocation monétaire. Le 6 décembre 2012, Rodney prolonge son contrat avec les Timbers.
En manque de temps de jeu au début de la saison 2014 en raison d'une blessure contractée en décembre 2013, il est prêté quelques jours à la franchise de la USL Pro du Arizona United SC au début du mois de juin 2014.
Le 14 décembre 2018, il est repêché par le Sporting Kansas City et s'engage pour une saison avec le club kansasais. Il n'est cependant pas conservé à l'issue d'une saison 2019 où il dispute seulement trois rencontres.

### Carrière internationale
Durant sa première saison à Portland, Wallace est progressivement devenu un titulaire sur le côté gauche du milieu de terrain de son club. Ses efforts sont récompensés par une convocation en sélection costaricienne en septembre. Il fait donc ses débuts internationaux le 2 décembre 2011 au Home Depot Center de Carson en Californie et inscrit le seul but de la rencontre contre les États-Unis.

#### Buts internationaux
| Buts internationaux de Rodney Wallace | Buts internationaux de Rodney Wallace | Buts internationaux de Rodney Wallace          | Buts internationaux de Rodney Wallace | Buts internationaux de Rodney Wallace | Buts internationaux de Rodney Wallace | Buts internationaux de Rodney Wallace |
| 0                                     | Date                                  | Lieu                                           | Adversaire                            | Résultat                              | Compétition                           |                                       |
| ------------------------------------- | ------------------------------------- | ---------------------------------------------- | ------------------------------------- | ------------------------------------- | ------------------------------------- | ------------------------------------- |
| 1                                     | 2 septembre 2011                      | Home Depot Center, Carson, États-Unis          | États-Unis                            | 1-0                                   | Match amical                          |                                       |
| 2                                     | 22 décembre 2011                      | Estadio Metropolitano, Barquisimeto, Venezuela | Venezuela                             | 1-0                                   | Match amical                          |                                       |
| 3                                     | 25 janvier 2013                       | Estadio Nacional, San José, Costa Rica         | Salvador                              | 1-0                                   | Coupe UNCAF des nations 2013          |                                       |
| 4                                     | 14 juillet 2017                       | Toyota Stadium, Frisco, États-Unis             | Guyane                                | 3-0                                   | Gold Cup 2017                         |                                       |

## Statistiques
| Saison                | Club                     | Championnat           | Championnat | Championnat | Coupe(s) nationale(s) | Coupe(s) nationale(s) | Compétition(s) continentale(s) | Compétition(s) continentale(s) | Compétition(s) continentale(s) | Playoffs | Playoffs | Costa Rica | Costa Rica | Total | Total |
| Saison                | Club                     | Division              | M.          | B.          | M.                    | B.                    | Comp.                          | M.                             | B.                             | M.       | B.       | M.         | B.         | M.    | B.    |
| 2009                  | D.C. United              | MLS                   | 28          | 3           | 5                     | 0                     | LCC                            | 7                              | 0                              | -        | -        | -          | -          | 40    | 3     |
| 2010                  | D.C. United              | MLS                   | 11          | 0           | 1                     | 0                     | -                              | -                              | -                              | -        | -        | -          | -          | 12    | 0     |
| Sous-total            | Sous-total               | Sous-total            | 39          | 3           | 6                     | 0                     | -                              | 7                              | 0                              | 0        | 0        | -          | -          | 52    | 3     |
| 2011                  | Portland Timbers         | MLS                   | 25          | 2           | 1                     | 0                     | -                              | -                              | -                              | -        | -        | 4          | 2          | 30    | 4     |
| 2012                  | Portland Timbers         | MLS                   | 19          | 1           | 0                     | 0                     | -                              | -                              | -                              | -        | -        | 5          | 0          | 24    | 1     |
| 2013                  | Portland Timbers         | MLS                   | 27          | 7           | 2                     | 0                     | -                              | -                              | -                              | 4        | 0        | 7          | 1          | 40    | 8     |
| 2014                  | Portland Timbers         | MLS                   | 0           | 0           | 0                     | 0                     | -                              | -                              | -                              | -        | -        | 0          | 0          | 0     | 0     |
| 2014                  | Arizona United SC (prêt) | USL Pro               | 2           | 1           | -                     | -                     | -                              | -                              | -                              | -        | -        | 0          | 0          | 2     | 1     |
| Sous-total            | Sous-total               | Sous-total            | 2           | 1           | 0                     | 0                     | -                              | 0                              | 0                              | 0        | 0        | 0          | 0          | 2     | 1     |
| 2014                  | Portland Timbers         | MLS                   | 17          | 5           | 2                     | 0                     | LCC                            | 4                              | 0                              | -        | -        | 1          | 0          | 24    | 5     |
| 2015                  | Portland Timbers         | MLS                   | 6           | 0           | 0                     | 0                     | -                              | -                              | -                              | -        | -        | 0          | 0          | 6     | 0     |
| Sous-total            | Sous-total               | Sous-total            | 94          | 15          | 5                     | 0                     | -                              | 4                              | 0                              | 4        | 0        | 17         | 3          | 124   | 18    |
| Total sur la carrière | Total sur la carrière    | Total sur la carrière | 133         | 18          | 11                    | 0                     | -                              | 11                             | 0                              | 4        | 0        | 17         | 3          | 176   | 21    |

## Palmarès

### En club
- Terrapins du Maryland
  - Vainqueur du Championnat NCAA de soccer en 2008
- Timbers de Portland
  - Vainqueur de la Coupe MLS en 2015

### En sélection
- Costa Rica
  - Vainqueur de la Coupe UNCAF des nations 2013

### Individuel
- Trophée du retour de l’année en MLS : 2014